# Andrzej Sedlaczek
Andrzej Maria Sedlaczek (ur. 10 kwietnia 1938 w Poznaniu, zm. 9 lipca 2019 w Szczecinie) – polski specjalista w zakresie chirurgii klatki piersiowej i pulmonologii, prof. dr hab. n. med.

## Życiorys
Odbył studia w Akademii Medycznej w Poznaniu, ukończył je w 1962. Specjalizację w zakresie chirurgii uzyskał w 1967, a w zakresie chirurgii klatki piersiowej w 1974. W 1975 obronił pracę doktorską, otrzymując doktorat, a w 1982 uzyskał stopień doktora habilitowanego. 29 grudnia 1998 nadano mu tytuł profesora w zakresie nauk medycznych.
Objął funkcję profesora zwyczajnego Katedry Pneumonologii na Wydziale Lekarskim z Oddziałem Nauczania w Języku Angielskim Pomorskiego Uniwersytetu Medycznego w Szczecinie.
Zmarł 9 lipca 2019, pochowany na Cmentarzu w Szczecinie-Wielgowie.
Był synem Stanisława Sedlaczka harcmistrza RP, Naczelnika Harcerstwa Polskiego tzw. Hufców Polskich i Ireny oraz bratem ks. Mariana Sedlaczka. 

## Odznaczenia
- Złoty Krzyż Zasługi[1]

## Publikacje
- 2005: Gruźlica - zagadnienie stale aktualne - cz. 1[2]
- 2006: Gruźlica - zagadnienie stale aktualne - cz. II[2]
- 2006: Sarkoidoza - nowoczesne metody diagnostyki i terapii[2]
- 2007: Gruźlica oskrzeli leczona z rozpoznaniem nadreaktywności[2]